# جشمة أنجير فيروز أباد (سررود الجنوبي)
جشمة أنجیر فیروز أباد (بالفارسية: چشمه انجیرفیروزآباد) هي قرية تقع في إيران في قسم سررود الجنوبي الريفي. يقدر عدد سكانها بـ 195 نسمة بحسب إحصاء 2016.